# Congrégation slave

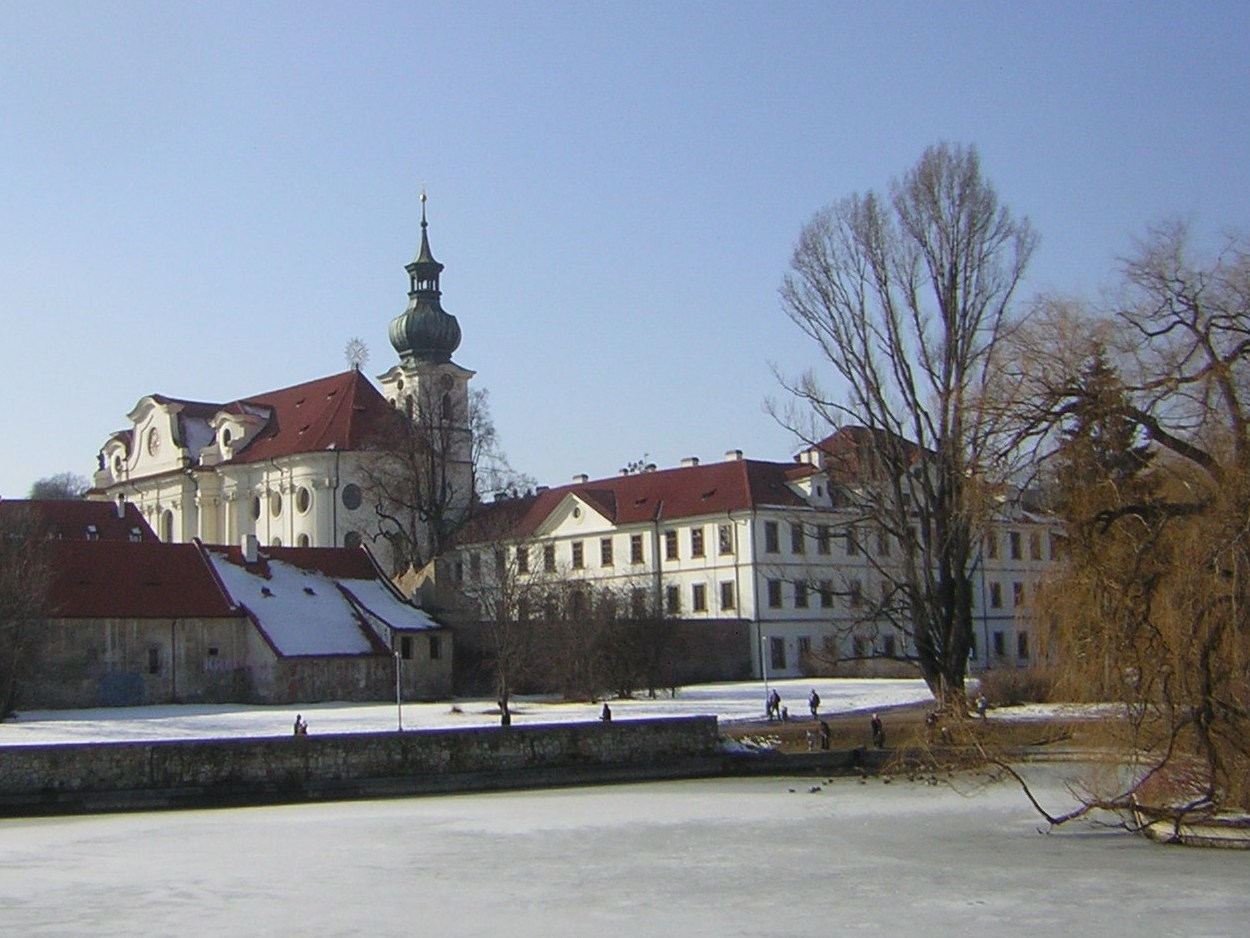
Archi-abbaye de Brevnov

La congrégation slave, ou congrégation de Saint-Adalbert, est une union d'abbayes et de prieurés bénédictins créée sous le pontificat de Pie XII en 1945, intégrée à la confédération bénédictine.
La congrégation a été suspendue en 1969 sous le pontificat de Paul VI, l'abbé-primat de la confédération devenant de facto abbé-général de la congrégation de Saint-Adalbert. Il délègue ses pouvoirs depuis 1990 à un abbé-vicaire : le premier fut l'abbé Clemens Lashofer (de l'abbaye de Göttweig en Autriche) de 1990 à 2001, dont le successeur fut l'archi-abbé Asztrik Várszegi (de l'abbaye de Pannonhalma en Hongrie) (de 2001 à 2012) auquel succéda en 2012 le T.R.P. Edmund Wagenhofer, abbé émérite de l'abbaye Saint-Pierre de Salzbourg. 

## Liste des abbayes
- Archi-abbaye de Břevnov à Prague (République tchèque)
- Abbaye d'Emmaüs à Prague (République tchèque)
- Abbaye de Broumov (anciennement abbaye de Braunau) en Bohême (République tchèque), n'est plus habitée
- Abbaye de Rajhrad (de) (anciennement abbaye de Raigern) en Moravie (République tchèque)
- Prieuré de Maribor (Slovénie)
- Prieuré de Cokovac (Croatie)